# Кашмир
Вижте пояснителната страница за други значения на кашмир.
Кашми́р (на кашмирски: کٔشیٖر; на догри: कश्मीर; на урду: کشمیر; на хинди: कश्मीर; на английски: Kashmir; на уйгурски: كەشمىر; на китайски: 克什米尔) е спорна територия в северозападата част на индийския субконтинент, заемана в миналото от бившето княжество Джаму и Кашмир в Хималаите. Разделянето на Кашмир не е оформено чрез официални споразумения за границите. Самият Кашмир е огнище на напрежение между страните, които го окупират, най-вече между Индия и Пакистан.
Кашмир граничи с Афганистан на север, със Синдзян-уйгурския и Тибетския автономни китайски райони на изток, с индийските щати Химачал Прадеш и Пенджаб на юг и с пакистанските провинции Хайбер Пахтунхва и Пенджаб на запад.

## География
Към 2025 г. територията на Кашмир е разделена между три държави:
1. Две индийски съюзни територии – Джаму и Кашмир и Ладакх, с обща площ 101 387 km² и население 12,5 милиона;
2. Две пакистански територии – Азад Кашмир и Гилгит-Балтистан, с обща площ 85 500 km² и население 4,6 млн. жители;
3. Китайската територия Аксай Чин с площ 37 555 km² и население от няколко хиляди души, предимно тибетски будисти.

## Спорът за Кашмир
Причина за напрежението в областта Кашмир е от една страна обединяването на Кашмир с индуистката област Джаму през 1819 г. и разделянето на Британска Индия през 1947 г. на две държави – Индия и Пакистан. Първоначално след подялбата на Британска Индия Кашмир остава суверенно княжество, но след въоръжен конфликт територията му е разделена между Индия и Пакистан. Двете страни не постигат съгласие и всяка гледа на другата като на окупатор на нейна територия.
След това в окръзите на Британска Индия, в които след последното преброяване на местното население показват, че мюсюлманското население преобладава, трябва да бъдат предоставени на Пакистан. Иначе е трябвало регионите с ислямски малцинства да останат в Индийския съюз. Този критерий не е уместен за автономните княжески държави и така погледнато и за Кашмир. Съответстващият британски закон от 1947 разпорежда, че владетелите на княжествата имат решаващата свобода да се присъединят или към Индия, или към Пакистан, или да останат независими.
След деленето Кашмир остава независим, но регионът става скоро част от военен конфликт. Тогавашният владетел, след колебания, решава да запази суверенитета на държавата. След началото на инвазията от Пакистан, поддържана от пущунски войници и от нестихващия бунт срещу властта, владетелят на Кашмир помолил Индия за войскова помощ. За да я получи той обявява на 26 октомври 1947 присъединяването на неговото княжество към Индия. В рамките на няколко дни Индия изпраща войски в кризисните региони против бунтуващите се. Пакистан не приема навлизането на армията на Индия. Ето защо още от края на колониалната власт започналият Инду-мюсюлмански конфликт се прехвърля върху държавната политика и печели все повече актуалност. Ескалацията води до започването на Индийско-пакистанската война, която свършва през 1949 с разделянето на Кашмир на две части под опеката на ООН. На юг от границата се простира Джаму и Кашмир (около две трети от територията), докато западните части остават под управлението на Пакистан. Границата между тези части създава така наречената Контролна линия от 1949. Тя е дълга 750 километра и е под мандата на Обединените нации.
Положението се изостря допълнително от намесата на Китай в конфликта, който през 1962 г. анексира източната територия Аксай Чин.